# Apoštolská administratura Jižní Albánie
Apoštolská administratura Jižní Albánie je administratura Albánské řeckokatolické církve, nacházející se v Albánii.

## Území
Administratura rozšiřuje svou pravomoc nad věřícími Jižní Albánie, která je převážně obývána pravoslavnými křesťany a muslimy.
Zahrnuje prefektury Gjirokastër, Berat, Korçë, Elbasan, Fier a Vlora.
Administraturním sídlem je město Vlora.
Zahrnuje 8 farností. K roku 2010 3 558 věřících, 1 řeholního kněze, 12 řeholních kněží, 16 řeholníků a 88 řeholnic.

## Historie
Administratuta byla založena 11. listopadu 1939 bulou Inter regiones papeže Pia XII.
Dne 25. ledna 2005 vstoupila do církevní provincie arcidiecéze Tirana-Drač.

## Seznam biskupů
- Leone Giovanni Battista Nigris (1940–1945)
- Nicola Vincenzo Prennushi, O.F.M. (1946–1952)
  - Sede vacante (1952–1992)
- Ivan Dias (1992–1996)
- Hil Kabashi, O.F.M. (1996–2017)
- Giovanni Peragine, B. (od 2017)